# Робертс, Рейчел
Рейчел Робертс (англ. Rachel Roberts; 20 сентября 1927[…], Лланелли, Уэльс — 26 ноября 1980[…], Голливуд, Лос-Анджелес) — британская актриса.

## Биография
Робертс родилась в уэльском городе Лланелли (графство Кармартеншир) 20 сентября 1927 года. Образование она получила в Уэльском университете, а затем в Королевской академии драматического искусства в Лондоне. В 1950 году она вступила в уэльскую театральную компанию, благодаря которой в 1953 году состоялся её кинодебют.
В первые годы своей кинокарьеры она появлялась в основном эпизодических ролях во многих фильмах, в том числе в «Наш человек в Гаване», с Алеком Гиннессом в главной роли. В 1960 году она стала исполнительницей роли Бренды в фильме «В субботу вечером, в воскресенье утром», за которую она была удостоена своей первой премии BAFTA.
Три года спустя Линдсей Андерсон пригласил Робертс на роль Маргарет Хэммонд в свой фильм «Такова спортивная жизнь», который принёс ей вторую премию BAFTA и номинацию на «Оскар» за «Лучшую женскую роль». Эти две картины являются яркими примерами британской новой волны. Она снова снялась у Андерсона через десять лет в картине «О, счастливчик!». Следующими приметными её ролями стали Хильдегарда Шмидт в «Убийстве в „Восточном экспрессе“» и миссис Эпплъярд в картине Питера Уира «Пикник у Висячей скалы».
Актриса дважды была замужем. Её мужьями были актёры Алан Доби (1955—1961) и Рекс Харрисон (1962—1971). Робертс долго переживала второй развод и переехала в Лос-Анджелес в надежде отвлечься. В США она снялась в нескольких фильмах, среди которых «Грязная игра» (1978) и «Когда звонит незнакомец» (1979). Робертс всё же пару раз возвращалась на родину, появившись там в 1979 году в фильме «Янки», который принёс ей третью премию BAFTA.
Помимо кино Рейчел Робертс играла и в театре, сначала у себя на родине, а затем в нескольких бродвейских постановках.
По прошествии лет Робертс так и не смогла смириться с разводом, а в 1980 году попыталась вернуть бывшего мужа, но безрезультатно. Актриса стала много пить и страдать из-за постоянных депрессий. В итоге 26 ноября 1980 года она покончила с собой, приняв чрезмерную дозу барбитуратов в своём доме в Лос-Анджелесе.

## Фильмография
| - 1953 — Хромой человек / англ. The Limping Man - 1954 — Слабый и грешный / англ. The Weak and the Wicked - 1954 — День хлопот / англ. The Crowded Day - 1957 — Хорошие компаньоны / The Good Companions - 1959 — Наш человек в Гаване / Our Man in Havana - 1960 — В субботу вечером, в воскресенье утром / Saturday Night and Sunday Morning - 1963 — Такова спортивная жизнь / This Sporting Life - 1971 — Жёны врача / Doctors' Wives - 1971 — Дикие бродяги / англ. Wild Rovers - 1973 — О, счастливчик! / O Lucky Man! - 1974 — Убийство в «Восточном экспрессе» / Murder on the Orient Express - 1975 — Пикник у Висячей скалы / Picnic at Hanging Rock - 1978 — Грязная игра / Foul Play - 1979 — Янки / Yanks - 1979 — Когда звонит незнакомец / When a Stranger Calls | - 1958—1959 — Наш общий друг (сериал, 1958) / Our Mutual Friend - 1963 — Одиннадцатый час / The Eleventh Hour (в одном эпизоде) - 1966 — Из неизвестных / англ. Out of the Unknown (в одном эпизоде) - 1970 — Ночная галерея / англ. Night Gallery (в одном эпизоде) - 1971 — Доктор Маркус Уэлби / англ. Marcus Welby, M.D. (в одном эпизоде) - 1973 — Сбитые с толку / англ. Baffled! - 1974 — Игра дня / англ. Play for Today (в одном эпизоде) - 1974 — Большие надежды / Great Expectations - 1976 — Шоу Тони Рэндэлла / англ. The Tony Randall Show (в одном эпизоде) - 1979 — Семья / Family (в одном эпизоде) - 1980 — Узник башни / англ. The Hostage Tower |

## Награды и номинации

### Награды
- 1961 — Премия BAFTA — лучшая женская роль, за фильм «В субботу вечером, в воскресенье утром»
- 1964 — Премия BAFTA — лучшая женская роль, за фильм «Такова спортивная жизнь»
- 1980 — Премия BAFTA — лучшая женская роль второго плана, за фильм «Янки»

### Номинации
- 1964 — Премия «Оскар» — лучшая женская роль, за фильм «Такова спортивная жизнь»
- 1964 — Премия «Золотой глобус» — лучшая женская роль в драме, за фильм «Такова спортивная жизнь»